# Dieudonné Auguste Lancelot

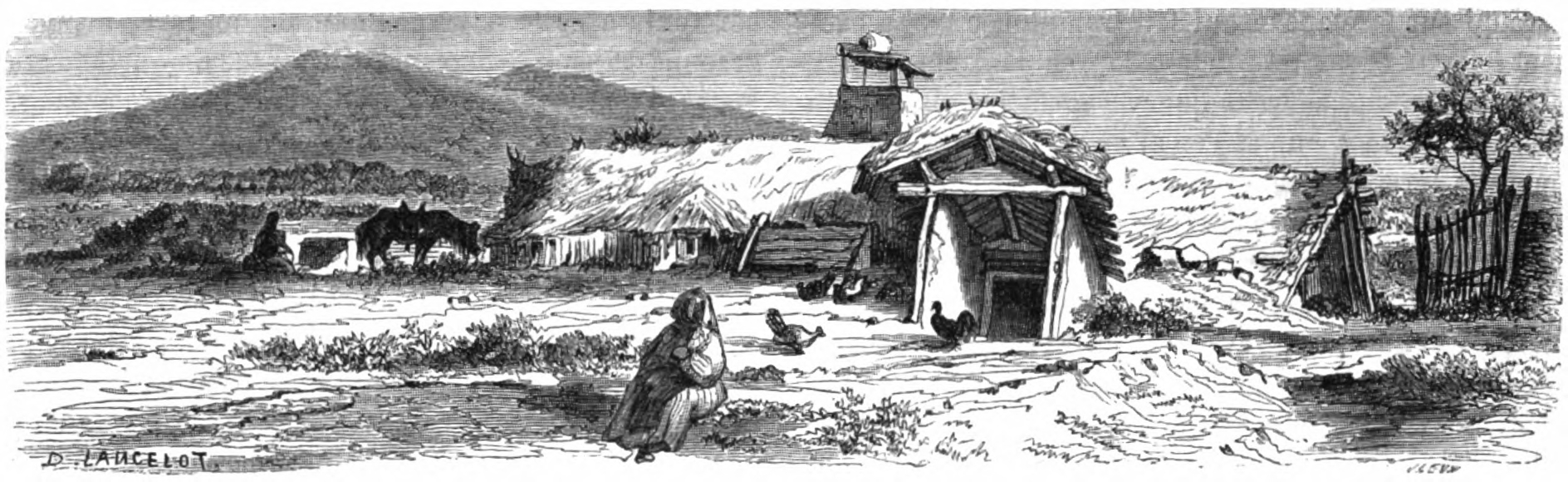
Bordei cu gârlici din câmpia Dunării, ilustrat de artistul francez Dieudonné Auguste Lancelot, în călătoria sa prin Țările Române din 1860.

Dieudonné Auguste Lancelot (n. 2 februarie 1823, Sézanne, Champagne-Ardenne, Franța – d. 21 aprilie 1895, Malakoff, Seine, Franța) a fost un litograf, gravor și ilustrator francez. Este cunoscut în România pentru prețioasele gravuri și descrieri din călătoria sa în anul 1860 în Țările Române. 